# Барон Конглтон
Барон Конглтон из Конглтона в графстве Чешир — наследственный титул в системе Пэрства Соединенного Королевства. Он был создан 20 августа 1841 года для политика-вига сэра Генри Парнелла, 4-го баронета (1776—1842). Он заседал в ирландской Палате общин от Мэриборо (1798—1801), Палате общин Великобритании от графства Королевы (1802, 1806—1832), Портарлингтона (1802) и Данди (1833—1841), занимал должности военного министра (1831—1832), казначея вооруженных сил (1835—1836), казначея военно-морского флота (1835—1836), казначея боеприпасов (1835—1836) и генерального казначея (1836—1841). Его старший сын, Джон Парнелл, 2-й барон Конглтон (1805—1883), посвятил свою жизнь религиозной работе и был одним из первых членов организации Плимутские братья. Ему наследовал его младший брат, Генри Уильям Парнелл, 3-й барон Конглтон (1809—1896). Он служил в Королевском флоте и участвовал в Наваринской битве в 1827 году. Его старший сын, Генри Парнелл, 4-й барон Конглтон (1839—1906), имел чин генерал-майора британской армии, участвовал в Крымской войне и Англо-зулусской войне. Старший сын последнего, Генри Блай Фортескью Парнелл, 5-й барон Конглтон (1890—1914), был убит в бою при Ипре в начале Первой мировой войны, его сменил его младший брат, Джон Брук Молсуорт Парнелл, 6-й барон Конглтон (1892—1932). По состоянию на 2024 год носителем титула являлся внук последнего, Джон Патрик Кристиан Парнелл, 9-й барон Конглтон (род. 1959), который стал преемником своего отца в 2015 году.
Титул баронета Парнелла из Ратлига в графстве Королевы (Баронетство Ирландии) был создан 3 ноября 1766 года для деда первого барона, Джона Парнелла (ок. 1720—1782). Он представлял Мэриборо в парламенте Ирландии (1761—1782). Его сын, сэр Джон Парнелл, 2-й баронет (1744—1801), заседал в Ирландской палате общин от графства Королевы (1783—1800, 1801) и служил в качестве канцлера казначейства в Ирландии. Его младший сын, вышеупомянутый сэр Генри Брук Парнелл, 4-й баронет (1776—1842), был возведен в звание пэра в 1841 году.
Другим известным членом семьи Парнелл был Чарльз Стюарт Парнелл (1846—1891). Он был внуком Уильяма Парнелла-Хэйреса, третьего сына второго баронета. Чарльз Стюарт Парнелл был депутатом Палаты общин от Мита (1875—1880) и Корка (1880—1891).

## Баронеты Парнелл из Ратлига (1766)
- 1766—1782: Сэр Джон Парнелл, 1-й баронет[англ.] (ок. 1720 — 14 апреля 1782), единственный сын Джона Парнелла (ум. 1727)[1];
- 1782—1801: Сэр Джон Парнелл, 2-й баронет[англ.] (25 декабря 1744 — 5 декабря 1801), единственный сын предыдущего[2];
- 1801—1912: Сэр Джон Огастес Парнелл, 3-й баронет (май 1775 — 30 июля 1812), старший сын предыдущего[3];
- 1812—1842: Сэр Генри Брук Парнелл, 4-й баронет[англ.] (3 июля 1776 — 8 июня 1842), младший брат предыдущего, барон Конглтон с 1841 года[4].

## Бароны Конглтон (1841)
- 1841—1842: Генри Брук Парнелл, 1-й барон Конглтон[англ.] (3 июля 1776 — 8 июня 1842), второй сын сэра Джона Парнелла, 2-го баронета[4];
- 1842—1883: Джон Визи Парнелл, 2-й барон Конглтон[англ.] (16 июня 1805 — 23 октября 1883), старший сын предыдущего[5];
- 1883—1896: Генри Уильям Парнелл, 3-й барон Конглтон (23 марта 1809 — 10 октября 1896), младший брат предыдущего[6];
- 1896—1906: Генерал-майор Генри Парнелл, 4-й барон Конглтон (10 июля 1839 — 12 ноября 1906), второй сын предыдущего от первого брака[7];
- 1906—1914: Лейтенант Генри Блай Фортескью Парнелл, 5-й барон Конглтон (6 сентября 1890 — 10 ноября 1914), старший сын предыдущего[8];
- 1914—1932: Джон Брук Молсуорт Парнелл, 6-й барон Конглтон (16 мая 1892 — 21 декабря 1932), младший брат предыдущего[9];
- 1932—1967: Уильям Парнелл Джаред, 7-й барон Конглтон (8 августа 1925 — 12 октября 1967), второй сын предыдущего[10];
- 1967—2015: Кристофер Патрик Парнелл, 8-й Барон Конглтон (11 марта 1930 — 11 декабря 2015), младший брат предыдущего[11];
- 2015 — настоящее время: Джон Патрик Кристиан Парнелл, 9-й барон Конглтон (род. 17 марта 1959), старший сын предыдущего[12]
  - Наследник титула: достопочтенный Кристофер Джон Эдвард Парнелл (род. 1987), старший сын предыдущего[13].